# Haiti ai Giochi della XXX Olimpiade
Haiti ha partecipato ai Giochi della XXX Olimpiade di Londra, che si sono svolti dal 27 luglio al 12 agosto 2012, con una delegazione di 5 atleti (3 uomini e 2 donne), in 2 sole discipline.
Alla cerimonia di apertura la portabandiera è stata la judoka Linouse Desravine, mentre la portabandiera della cerimonia di chiusura è stata Marlena Wesh, atleta specializzata nelle gare di velocità.
Haiti non ha vinto alcuna medaglia.

## Atletica leggera
| Q | Qualificato al turno successivo per la posizione in qualificazione                                                           |
| q | Qualificato per il turno successivo per ripescaggio o, negli eventi su campo, conquistando la misura minima per qualificarsi |

### Maschile
Eventi di corsa su pista e strada
| Atleta         | Evento         | Batteria  | Batteria  | Semifinale      | Semifinale      | Finale          | Finale          |
| Atleta         | Evento         | Risultato | Posizione | Risultato       | Posizione       | Risultato       | Posizione       |
| -------------- | -------------- | --------- | --------- | --------------- | --------------- | --------------- | --------------- |
| Moise Joseph   | 800 m          | 1'48"46   | 6°        | non qualificato | non qualificato | non qualificato | non qualificato |
| Jeffrey Julmis | 110 m ostacoli | 13"87     | 8°        | non qualificato | non qualificato | non qualificato | non qualificato |

Eventi su campo
| Atleta      | Evento       | Qualificazioni | Qualificazioni | Finale  | Finale    |
| Atleta      | Evento       | Misura         | Posizione      | Misura  | Posizione |
| ----------- | ------------ | -------------- | -------------- | ------- | --------- |
| Samyr Laine | Salto triplo | 16,81 m        | 10° q          | 16,65 m | 11°       |

### Femminile
Eventi di corsa su pista e strada
| Atleta       | Evento | Batteria  | Batteria  | Semifinale      | Semifinale      | Finale          | Finale          |
| Atleta       | Evento | Risultato | Posizione | Risultato       | Posizione       | Risultato       | Posizione       |
| ------------ | ------ | --------- | --------- | --------------- | --------------- | --------------- | --------------- |
| Marlena Wesh | 200 m  | DNS       | DNS       | non qualificata | non qualificata | non qualificata | non qualificata |
| Marlena Wesh | 400 m  | 51"98     | 3ª Q      | 52"49           | 8ª              | non qualificata | non qualificata |

## Judo
Femminile
| Atleta            | Evento | 16-esimi                     | Ottavi               | Quarti               | Semifinali           | Ripescaggio          | Med. bronzo          | Finale               | Posizione       |
| Atleta            | Evento | Avversario Risultato         | Avversario Risultato | Avversario Risultato | Avversario Risultato | Avversario Risultato | Avversario Risultato | Avversario Risultato | Posizione       |
| ----------------- | ------ | ---------------------------- | -------------------- | -------------------- | -------------------- | -------------------- | -------------------- | -------------------- | --------------- |
| Linouse Desravine | -52 kg | M. Bundmaa (MGL) P 0000–0010 | non qualificata      | non qualificata      | non qualificata      | non qualificata      | non qualificata      | non qualificata      | non qualificata |